# フクイサウルス
フクイサウルス（学名：Fukuisaurus）は、中生代白亜紀前期（前期白亜紀）の半ばにあたるオーテリビアン後期からバレミアンにかけての時代、アジア大陸の中緯度・東岸部に棲息していた植物食恐竜。鳥盤目鳥脚亜目イグアノドン類アンキロポレクシアに分類される。tetoriensis の1種（テトリエンシス種）のみが知られている。
1989年（平成元年）、日本の福井県勝山市にある手取層群北谷層（地質時代：125.0–115.0 Ma）から産出した。日本での記載前からの別名で「フクイリュウ（福井竜）」ともいう。

## 名称
学名は Fukuisaurus tetoriensis と命名され、テイラーアンドフランシスの学術雑誌『Journal of Vertebrate Paleontology』の2003年4月11日刊行号に記載された。これを受けて標準和名は日本語慣習読みで「フクイサウルス・テトリエンシス」になった。

### 学名

#### Fukui-saurus
属名 Fukuisaurus の "Fukui" は、産出地が属する県の名でもある地名「福井（ふくい）」から採っている。"saurus" のほうは、「トカゲ」を意味する古代ギリシア語普通名詞 "σαῦρος（サウロス）" に由来する分類学用新ラテン語名詞接尾辞 "-saurus（サウルス）" であり、「爬虫類」を意味するが、恐竜に用いられることが多いため、「恐竜」と意訳して差し支えない。

#### tetori-ensis
種小名 tetoriensis の "tetori" は、本種化石を産出した北谷層が属する「手取層群（てとり そうぐん）」から名を採っている。これを「…産の」を意味するラテン語接尾辞 "-ēnsis（エーンシス）" と組み合わせた混種語が種小名で、ここでの語意は「手取産の」である。

### 別名
発見された当時から記載されるまでの間、本種の日本語通称は「フクイリュウ（福井竜）」であった。本種が新属新種として学名を与えられ、これに伴って標準和名「フクイサウルス」が成立してからは、「フクイリュウ（福井竜）」は日本における別名/異名（標準和名以外の和名）となった（シノニム〈分類学上の異名〉とは異なる）。

### 福井龍
中国語では "Fukuisaurus'" を「福井龍（簡体字: 福井龙）」、Fukuisaurus tetoriensis を「手取福井龍（簡体字: 手取福井龙）」と漢訳している。

## 歴史
1989年（昭和64年/平成元年）から始まった恐竜化石調査で発見された。比較的保存状態の良い頭蓋骨が採取されている。
1994年（平成6年）秋には全身骨格の復元が行われており、これは恐竜としては日本初の例となった。
2003年（平成15年）に新属新種の恐竜として命名・記載された。

## 科学的知見
ホロタイプ（正基準標本）は FPDM-V-40-1 と FPDM-V-40-2 で、前者は右上顎骨 (A right maxilla)、後者は右頬骨 (A right jugal) 。パラタイプ（従基準標本）と合わせで総計16点で、多くは頭蓋骨の構成物である。

### 分類
系統分類上での本種の位置については、亜目・下目・小目あたりに相当する階級未定の上位クレード（上位系統群）はおおよそ特定されているが、上科・科・亜科のクレードについては特定されていない。原記載論文も、一説にはイグアノドン上科 (Iguanodontidea) イグアノドン科 (Iguanodontidae) に分類されると言及しているが、はっきりしたことは分からない。大きくはイグアノドン類の一種であり、アンキロポレクシアのクレードに属しているが、その下位の進化型クレードであるハドロサウルス形類 (Hadrosauriformes) には含まれない。

### 形質
全長 約4.7 m。歯の特徴はモンゴルで発見されたアルティリヌスと似ている。頑丈な上顎骨の構造（頑丈な上顎鋤骨の関節）はフクイサウルス特有のものである。

## 関係者
主要な研究者
- Yoshitsugu KOBAYASHI（小林 快次）

(1971- )  日本人。層序学者、古生物学者。本種の記載者の一人（筆頭著者）。記載当時（2003年）は福井県立恐竜博物館所属研究員であった。北海道大学総合博物館教授、ほか。日本古生物学会会員。カムイサウルスやヤマトサウルスの研究でも有名。
- Yoichi AZUMA（東 洋一）

(1949- )  日本人。古生物学者。本種の記載者の一人（共著者）。日本における恐竜研究の第一人者。記載当時（2003年）は福井県立恐竜博物館館長（※その後、特別館長に就任している。）。ほか。

## 記載論文
- Kobayashi, Yoshitsugu; Azuma, Yoichi (11 April 2003). “A new iguanodontian (Dinosauria : Ornithopoda) from the Lower Cretaceous Kitadani Formation of Fukui Prefecture, Japan”. Journal of Vertebrate Paleontology（英語版） (Taylor & Francis for the Society of Vertebrate Paleontology) 23 (1):  166-175. doi:10.1671/0272-4634(2003)23[166:ANIDOF]2.0.CO;2.